# Valtellina
(Leonardo da Vinci, Codice Atlantico – C.A. 391 recto)
La Valtellina (Valtelina in lombardo, Vuclina in romancio, Veltlin in tedesco) è una regione geografica alpina, corrispondente al bacino idrico del fiume Adda a monte del lago di Como, in Lombardia. L'intera valle e la Valchiavenna formano insieme la Provincia di Sondrio. La valle raggiunge con la Punta Perrucchetti, alta 4 020 metri e appartenente al Massiccio del Bernina, la massima altitudine della regione. 
Da essa si dipartono numerose valli laterali come la Valmalenco, la Val Masino, Valle del Bitto, la Val Grosina, la Valfurva, la Valle del Braulio, la Valle di Fraele e, dal punto di vista storico-culturale anche la valle di Livigno (che però geograficamente è posta oltre lo spartiacque alpino principale); terra svizzera è invece la val Poschiavo, mentre la restante parte appartiene quasi tutta alla provincia di Sondrio e solo piccoli territori ricadono invece nelle province di Como e di Lecco.

## Origine del nome

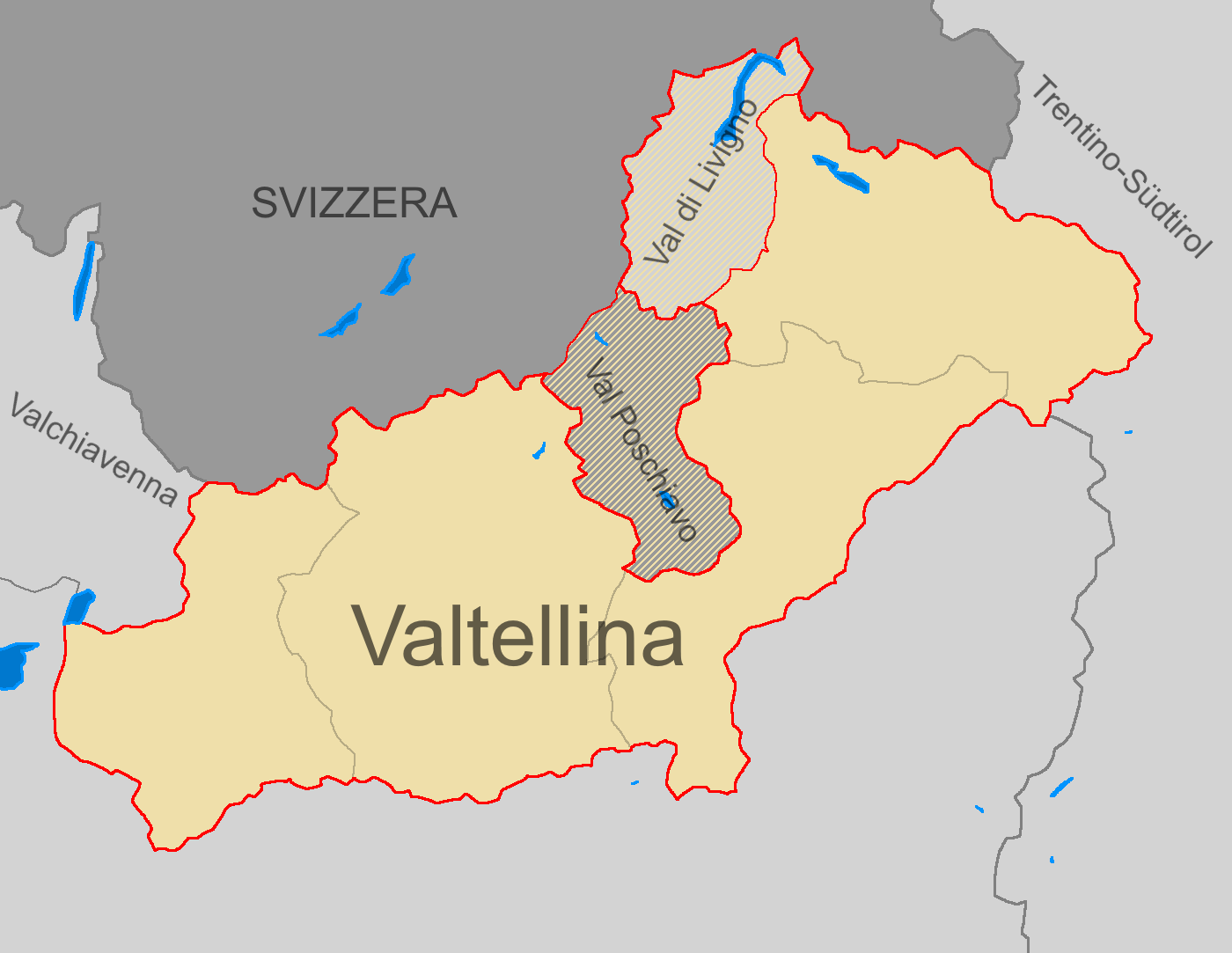
Mappa della Valtellina

La denominazione Tellina vallis compare per la prima volta in un testo di Ennodio, vescovo di Pavia, degli inizi del VI secolo.

Ormai tutti gli studiosi di storia e di toponomastica hanno pacificamente accolto il fatto che il nome derivi dal latino curiale ''Vallis Tellina, che significa Valle di Teglio (Teglio è appunto un antico centro abitato che domina la media valle dell'Adda; l'aggettivo riferito a Teglio è tuttora "tellino"). Un documento del 775 di Carlo Magno la nomina
 mentre un documento di Lotario I dell'824 riporta “In Valle Tellina”.
Un'altra ipotesi erudita e ormai rifiutata riconduceva il nome a vallis Turrena, che avrebbe dovuto significare "valle dei Tirreni", antichi etruschi qui rifugiatisi, oppure alludere alle numerose torri in epoca alto-medievale caratterizzavano la valle. La origine etrusca del toponimo sarebbe riconducibile anche alla presenza della città etrusca 'Volturnia', vicina alla scomparsa Olonio, da cui il toponimo 'Volturena'..

## Geografia
(Cesare Cantù, Storia della città e della diocesi di Como, vol. 1, p. 1)
Lunga 120 km e larga 66, la valle è parallela al crinale alpino essendo impostata sulla linea insubrica, sistema di faglie che segnano la saldatura tra l'antica Europa e la Placca Adriatica staccatosi dal Gondwana. Separa quindi le Alpi Centro-orientali (Alpi Retiche occidentali) dalle Alpi Sud-orientali (Alpi e Prealpi Bergamasche e Alpi Orobie).

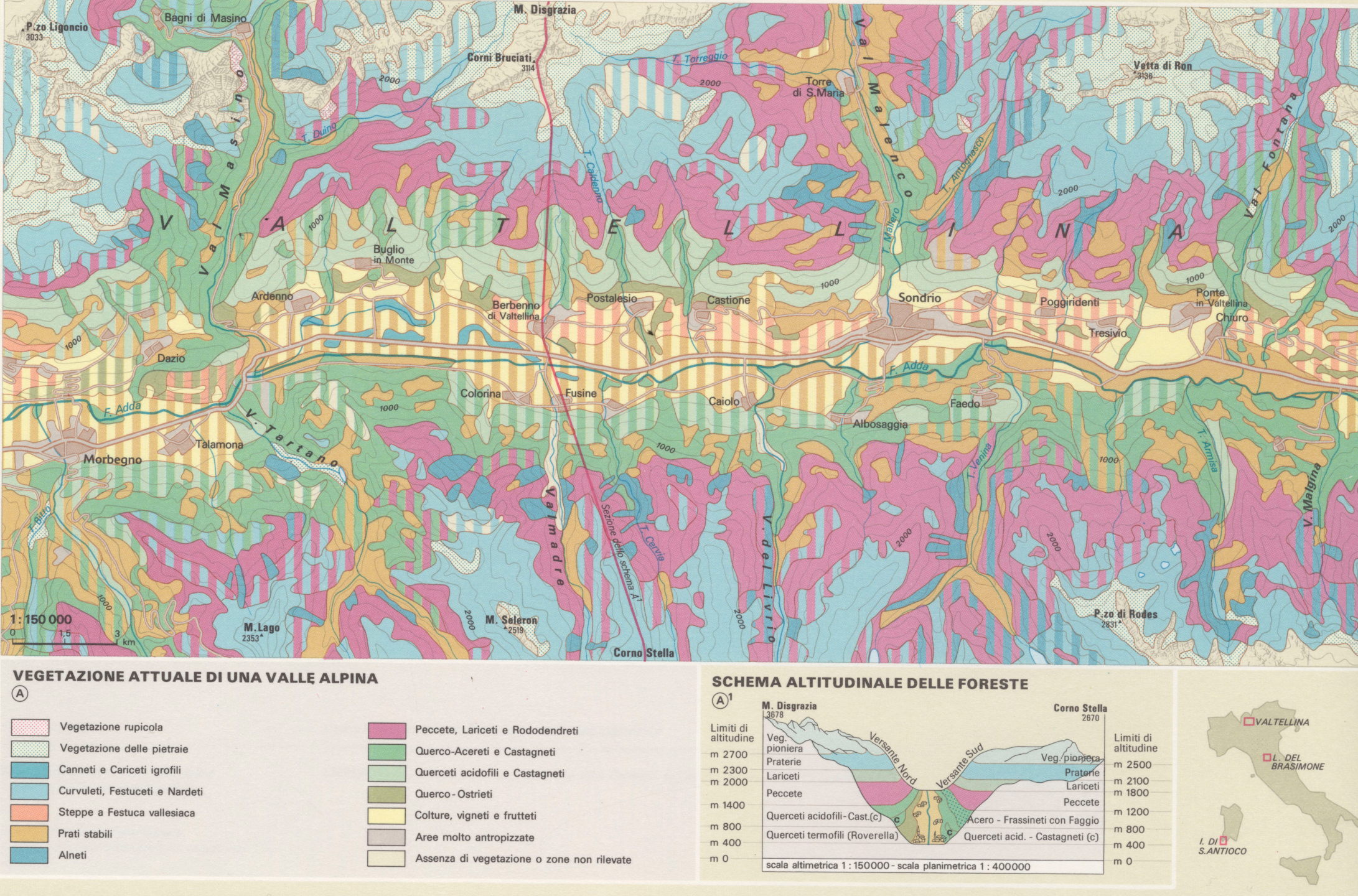
Flora della Valtellina

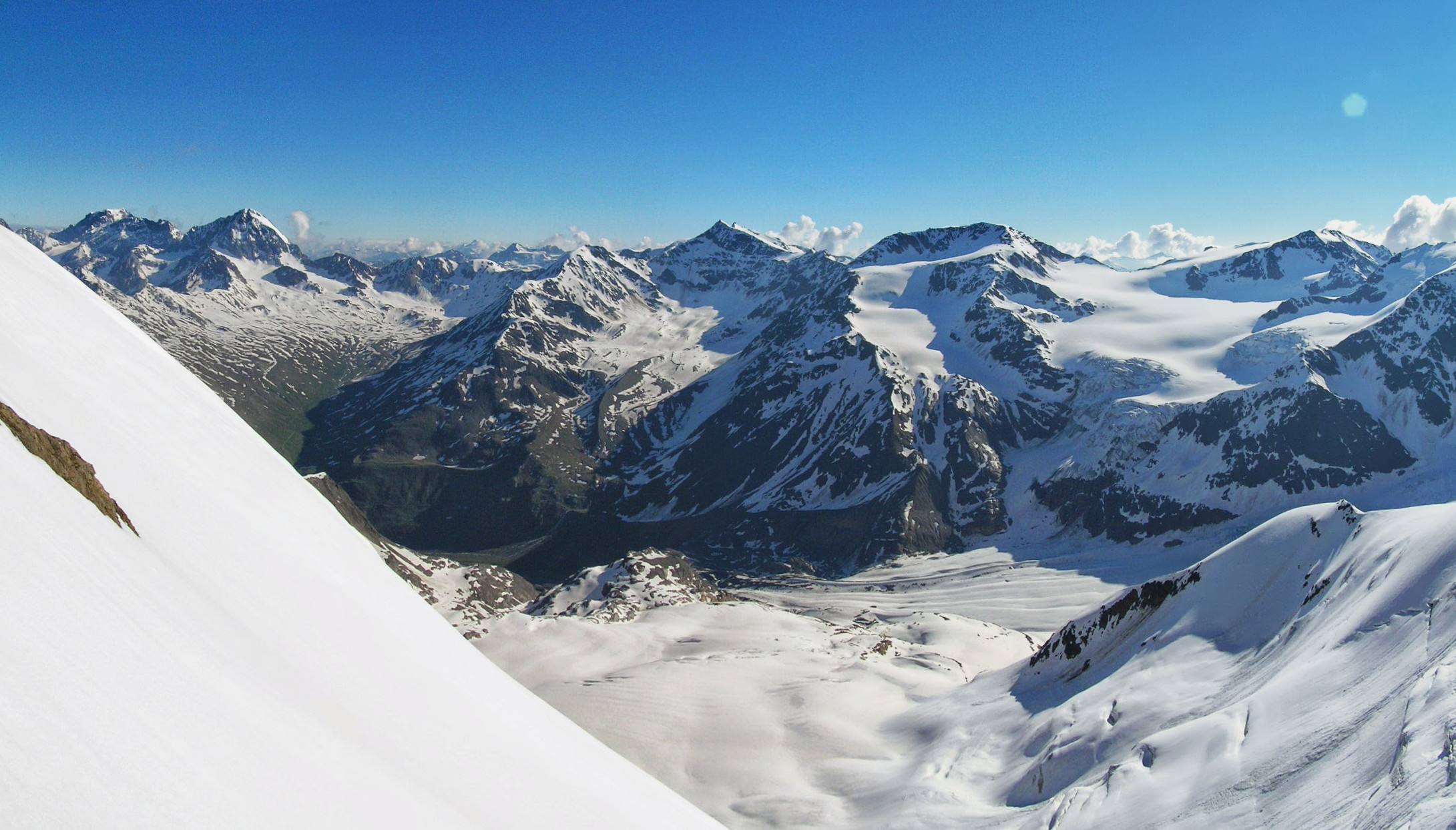
Il Gruppo Ortles-Cevedale

Il fiume Adda, scendendo dalla valle di Cancano, sino a confluire nel lago di Como, traccia il corso della Valtellina, la quale tocca a levante il Trentino-Alto Adige, a sud le province di Bergamo e Brescia, a settentrione le terre svizzere dei Grigioni. Con l'eccezione della val Poschiavo (vallata svizzera di lingua italiana che conduce a St. Moritz tramite il passo del Bernina), da tutte queste zone la Valtellina è separata da montagne più o meno famose come il pizzo Bernina, il 'Quattromila' più orientale delle Alpi, che sebbene la vetta sia in territorio svizzero per poche centinaia di metri, si può considerare "quasi" valtellinese. Altre importanti montagne sono il Piz Zupò la vetta lombarda più elevata (3 996m), il Gran Zebrù nel gruppo Ortles-Cevedale e il monte Disgrazia a cavallo tra val Masino e Valmalenco. Suddivisa in Alta, Media e Bassa valtellina, a occidente comincia con il Pian di Spagna, vasto pianoro un tempo paludoso, corrispondente all'innesto dell'Adda nel Lario, ora in gran parte bonificato, e confina con le province di Como e di Lecco.

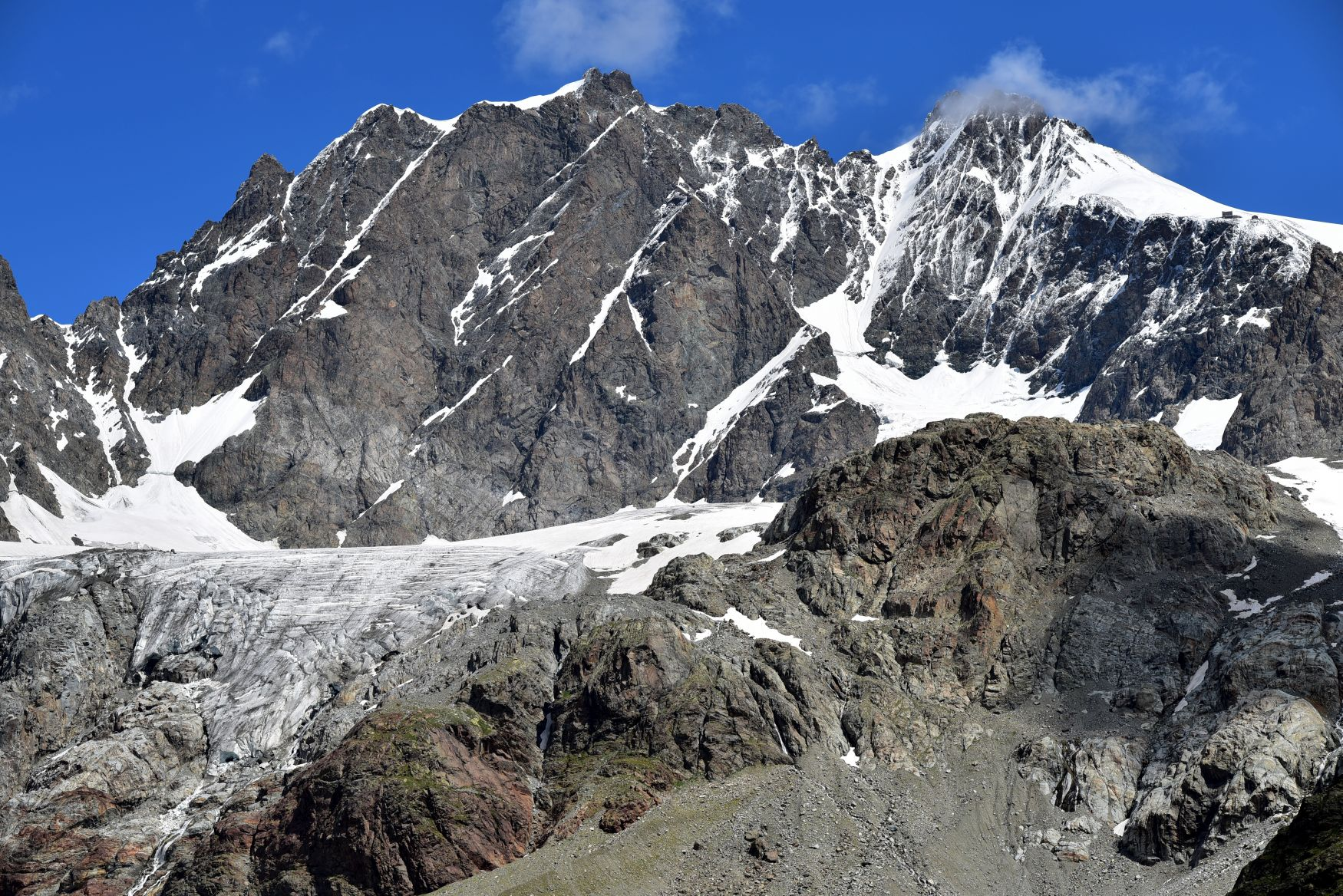
Piz Scerscen (3 971) e a destra la Punta Perrucchetti (4 020) la quota più alta della Lombardia, Massiccio del Bernina, Valmalenco, Valtellina

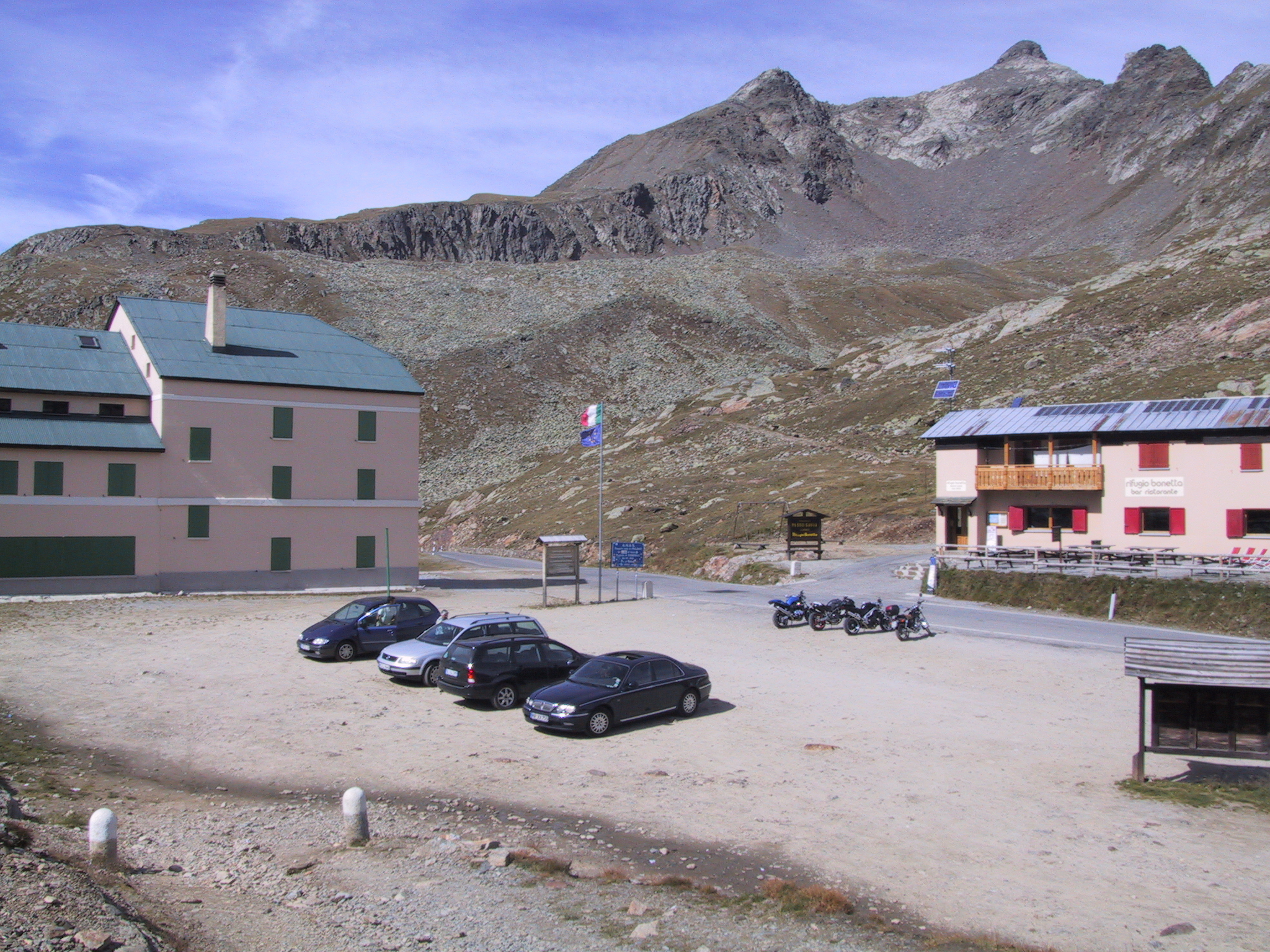
Il passo di Gavia

La valle si sviluppa quindi in una serie di bacini, chiusi da strozzature quando i due crinali montuosi si avvicinano. Infine, le montagne chiudono quasi la valle, lasciando solo un piccolo e difficile accesso a un ultimo, vastissimo anfiteatro, che forma la conca (anticamente il contado) di Bormio. Si dipartono dalla conca bormina: a ovest la breve valle di Pedenosso, in cui confluiscono la val Viola e la val di Dentro: quest'ultima conduce, attraverso il passo del Foscagno, alla conca di Livigno e quindi all'Engadina e ai Grigioni; a nord la valle del Braulio, lungo la quale sale la strada del passo dello Stelvio; a est la Valfurva, con le convalli val Zebrù, valle dei Forni e valle del Gavia che, attraverso l'omonimo e asperrimo valico, connette Valtellina e valle Camonica.
I principali valichi della Valtellina sono lo Stelvio (che con i suoi 2 758 metri è il più alto d'Italia e il secondo in Europa), spesso protagonista del Giro d'Italia, che porta in val Venosta (Alto Adige), il passo del Gavia (2 621 m) verso l'Alta val Camonica, il passo San Marco (1 992 m) verso la val Brembana e quello dell'Aprica (1 200 m) verso la val Camonica di Edolo, il passo del Mortirolo (1 852 m) verso la val Camonica.
La città principale e capoluogo di provincia è Sondrio; altre località importanti sono Tirano, Morbegno, Teglio, Sondalo, Bormio e Livigno. Queste ultime due sono mete turistiche assai rinomate per i loro impianti sciistici. Livigno ha inoltre il vantaggio di essere porto franco mentre Bormio quello di avere delle ottime acque termali note sin dall'antichità (Terme di Plinio). La conca di Livigno, per quanto riguarda la conformazione dei bacini idrici, si trova invece nel bacino dell'Inn.

## Storia

### L'antichità
Il Trofeo delle Alpi ricorda la tribù alpina dei Vennoneti, probabilmente gli antichi abitanti della Valtellina.
La vallata fu colonizzata, fin da epoche antichissime, da popolazioni di origini celtiche, liguri e retiche.
In particolare Virgilio, Plinio il Giovane (comasco) e Marziale narrano di come, in età pre-romana, i primi insediamenti liguri avevano importato in Valtellina la vite dalle zone delle Cinque Terre e della Lunigiana.
L'antichissimo popolo dei Liguri si stanziò appunto, oltre che su una lunga costa che andava da Marsiglia a Luni, lungo la dorsale appenninica settentrionale, su entrambi i versanti delle Alpi Occidentali. Raggruppati in stirpi o tribù, in particolare i Liguri Stazielli, acquisirono - dato che conoscevano già la vite - dai Greci i primi rudimenti di vinificazione.

### L'Alto Medioevo
La Valtellina dopo aver fatto parte dell'Impero romano finì nel 568 d.C. sotto il dominio longobardo. Numerosi gruppi arimannici si stanziarono in queste terre, fra i quali i Crotti potenti arimanni Longobardi , cioè guerrieri longobardi a cavallo, che nell'Alto Medioevo da Bergamo si stabilirono in questo territorio, contribuendo con il proprio nome alla toponomastica di varie zone della Valtellina. In seguito fu la volta del dominio del popolo dei Franchi, per poi passare sotto i vescovi principi.

### Il Basso Medioevo
Durante il Basso Medioevo la Valtellina seguì le sorti della restante Lombardia. Essa fu sempre soggetta dal punto di vista ecclesiastico ai vescovi di Como, mentre civilmente dopo essere stata soggetta al Comune di Como e al vescovo di Como venne incorporata verso la metà del XIV secolo nel Ducato di Milano. Gli abitanti dei vicini Grigioni, che già erano entrati più volte in Valtellina, nel 1512, approfittando delle invasioni straniere che avevano preso avvio nel 1494, la occuparono tutta pur garantendo alle popolazioni locali il rispetto degli antichi privilegi e consuetudini. Il 27 giugno 1512, con il Giuramento di Teglio, la Valtellina venne ufficialmente annessa ai Grigioni.
Gli svizzeri istituirono una struttura amministrativa costituita da un "capitano di valle" che risiedeva a Sondrio e che veniva sostituito ogni quattro anni, mentre gli altri due terzieri venivano retti da un podestà di durata biennale. A parte erano governati il ricco contado di Chiavenna e quello di Bormio che avevano alle spalle una lunga storia di indipendenza e autogoverno.

### La signoria dei Grigioni sulla Valle

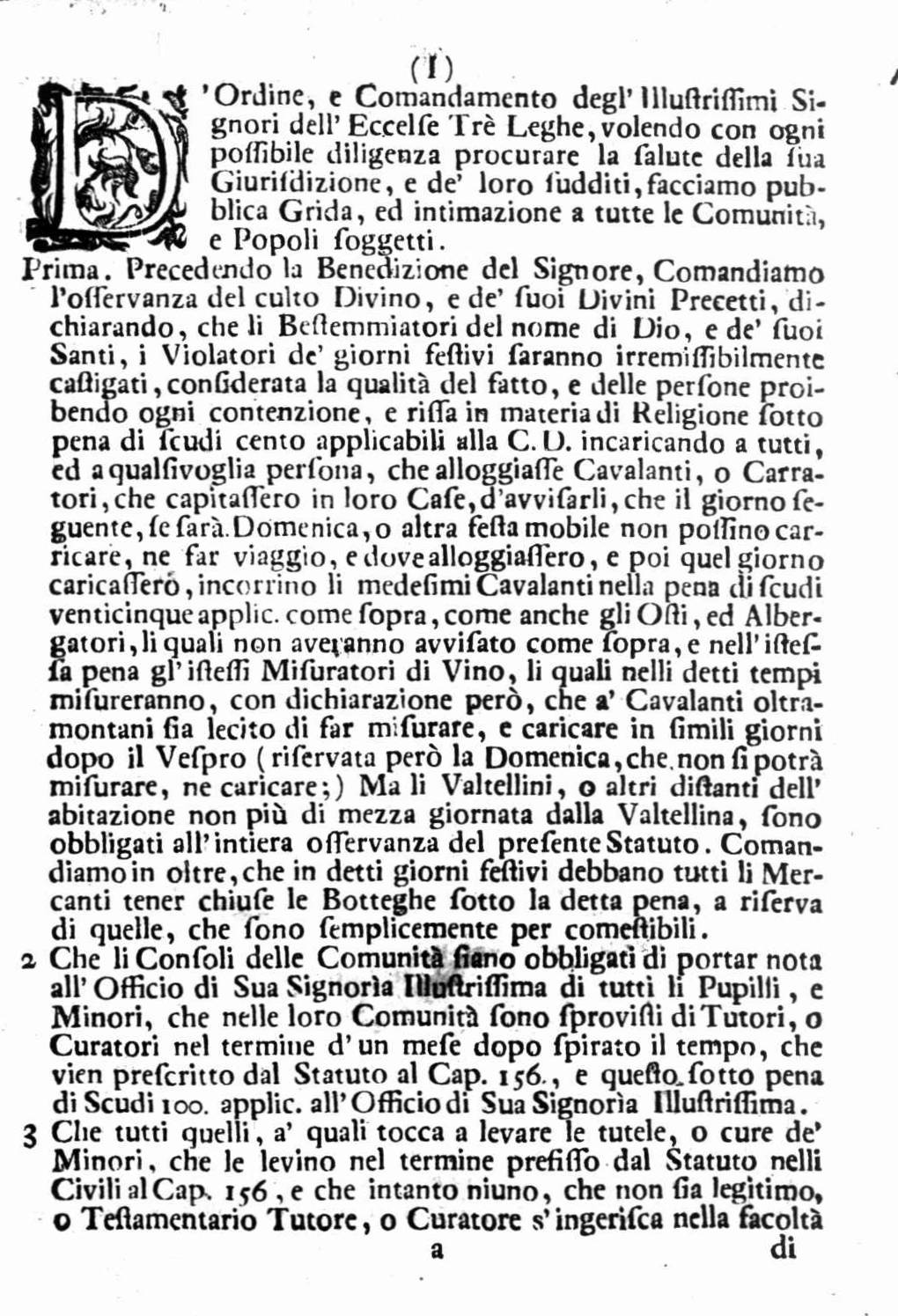
Grida ed ordini di Valtellina, 1698

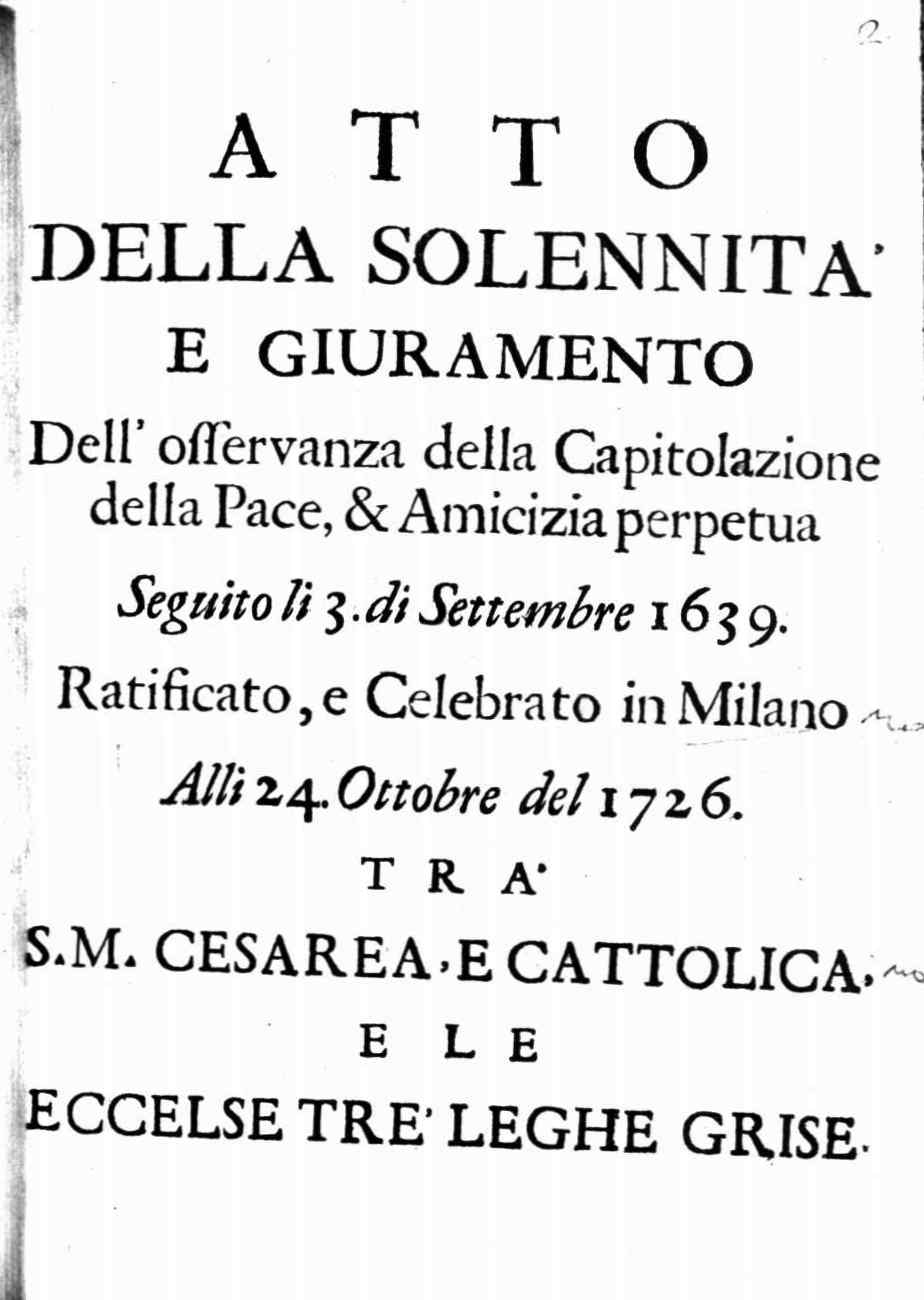
Giovanni Battista Bellino, Atto della solennità e giuramento dell'osservanza della capitolazione della pace, et amicizia perpetua seguito li 3 di settembre 1639... tra S. M. Cesarea e Cattolica, e le eccelse Tre Leghe Grise, 1726

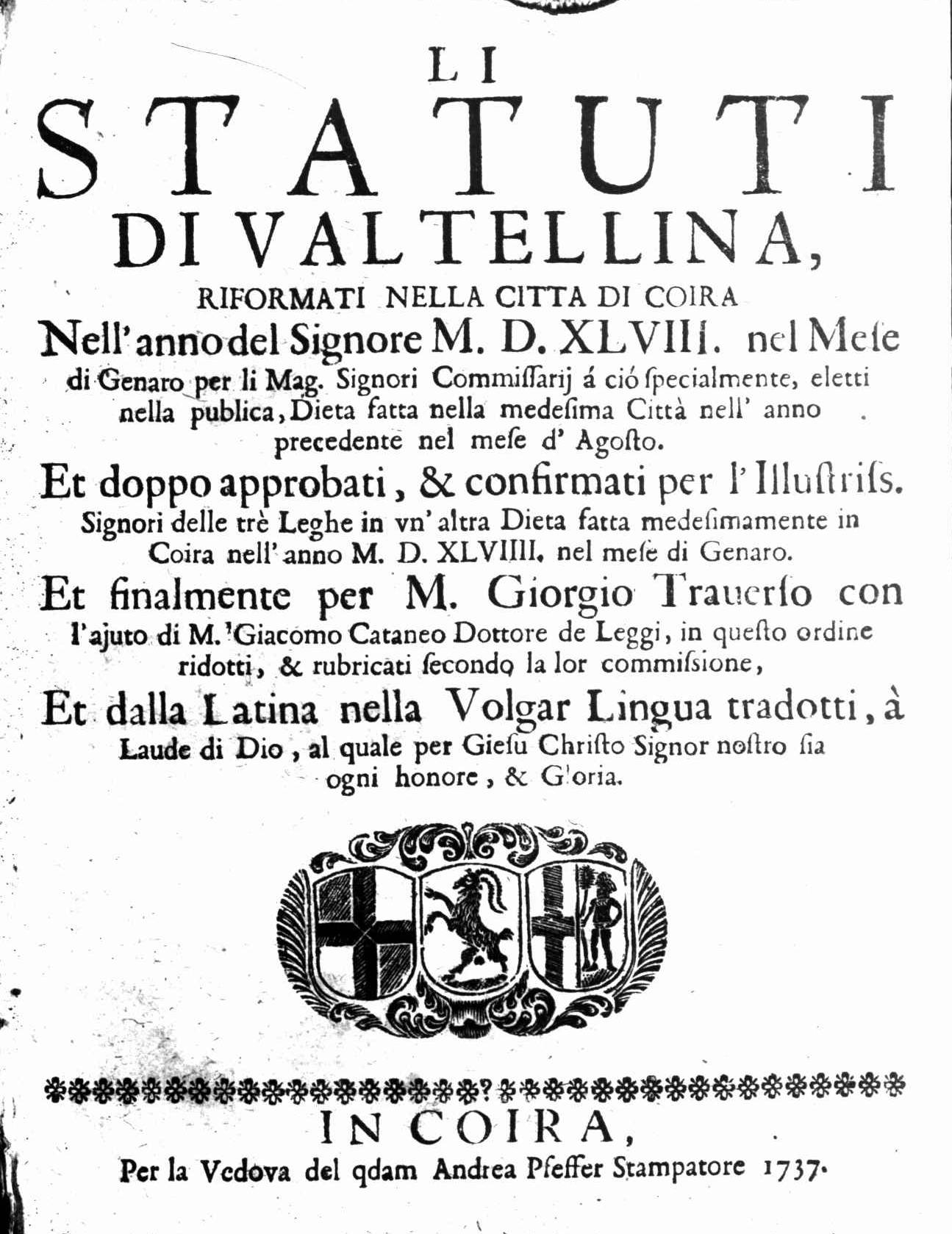
Li statuti di Valtellina riformati nella città di Coira nell'anno 1548, 1737

Il dominio grigionese durò dal 1512 al 1797. Anzi, fino al 1526 la signoria delle Tre Leghe si estendeva anche sulle tre pievi del Lario superiore (Dongo, Gravedona e Sorico, con i comuni circostanti), sulla pieve di Olonio (grosso modo corrispondente all'attuale Pian di Spagna, allora quasi disabitato dopo un'alluvione) e sulla zona tra Colico e il priorato di Piona; questi territori furono riconquistati da Gian Giacomo Medici, castellano di Musso, e ceduti dalle Tre Leghe al Ducato di Milano con il trattato di Ilanz, concluso nella primavera del 1526 con la mediazione di Francia, Venezia e del papa. Più o meno negli stessi decenni (anni venti e trenta del XVI secolo) le Tre Leghe accolsero la riforma protestante, e la confessione cattolico-romana divenne minoritaria (sebbene mai proibita) a nord delle Alpi.
Proprio in questo periodo la Valtellina cominciò ad essere teatro di gravi scontri tra cattolici e protestanti. Anche in Valtellina, di fatto, erano numerosi i cristiani che avevano abbracciato la confessione riformata (che, peraltro, generalmente non proveniva dal nord delle Alpi, ma soprattutto da ex-ecclesiastici cattolici italiani che trovavano rifugio nelle vallate alpine); i valtellinesi protestanti godevano della protezione dei magistrati inviati in valle dai Grigioni, come pure beneficiavano dell'arrivo di libri e di pastori direttamente dalla penisola italiana, attraverso le vie commerciali. Da Poschiavo la prima stamperia grigionese, nonostante il volere contrario del papa e del re di Spagna, distribuiva opere di autori riformati che giungevano in tutta Italia; la Valtellina era peraltro notoriamente aperta a quegli italiani che erano costretti a fuggire per sospetto di eresia: ad esempio Camillo Renato che fu a Traona, a Chiavenna e in altre località della valle negli anni quaranta del XVI secolo. 
I Grigioni, dal canto loro, vedevano con favore la diffusione della Riforma in Valtellina, perché ciò coincideva - sul piano politico - con un allontanamento della valle dalla Spagna, allora dominatrice del Ducato di Milano e una delle potenze principali dell'Europa cattolica nel XVII secolo. A confronto con la dominazione esercitata dai Confederati elvetici su quello che oggi è il Canton Ticino, il governo dei Grigioni sulla Valtellina si mostrò in alcuni momenti più rigido, assumendo chiare tendenze anticattoliche. In effetti, mentre i Confederati - peraltro ancora in maggioranza cattolici - consideravano i territori acquisiti come terre sottomesse ma autonome, i Grigioni, vivendo in territori più poveri, ambivano ad una vera e propria annessione della Valtellina, territorio molto più fertile di quello a nord delle Alpi. Fu per questa ragione che le Tre Leghe appoggiarono l'adesione di diversi loro sudditi valtellinesi alla Riforma.
Eppure anche i cattolicissimi spagnoli avevano un forte interesse di tipo strategico-militare a controllare la Valtellina, perché se avessero potuto transitare liberamente per la Valtellina, si sarebbe aperto un corridoio tra i possedimenti italiani degli Asburgo di Spagna (il Ducato di Milano) e quelli imperiali degli Asburgo d'Austria (il Tirolo), aggirando così la potente Repubblica di Venezia.
In questa prospettiva, quindi, anche l'elemento religioso assumeva valenze politiche, dal momento che un'adesione massiccia della Valtellina alla Riforma poteva separarla dalla sua antica rete relazionale lombarda, comasca e cattolica. 
In alcuni casi i provvedimenti dei Grigioni, formalmente volti a garantire la pacifica convivenza tra le due confessioni, finirono con l'avere ricadute particolarmente vessatorie per la parte cattolica. In particolare, la maggioranza della popolazione rimasta cattolica non tollerava di dovere condividere con i riformati le chiese parrocchiali, o di cedere alle comunità protestanti alcuni edifici di culto secondari, di proprietà pubblica, cui spesso era anche annesso un beneficio ecclesiastico (ciò poteva accadere anche in comunità dove i riformati erano molto pochi: bastava che ci fossero otto membri di Chiesa perché fosse garantito loro dalla legge l'uso di un luogo di culto e il mantenimento di un pastore). Ancora nel 1617 i Grigioni avevano emanato editti contro i cattolici.

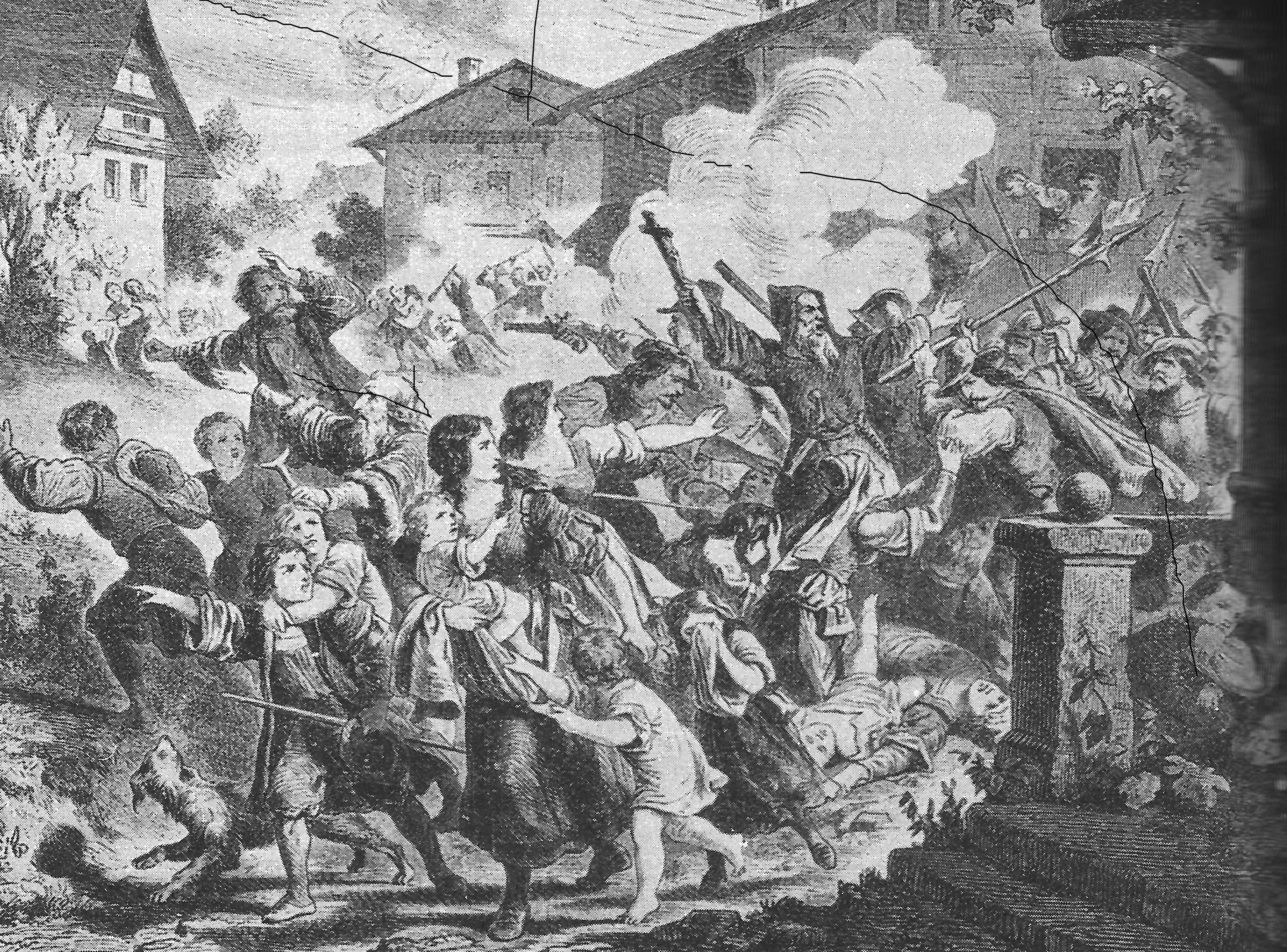
Il sacro macello

Con l'andare degli anni, l'avversione dei cattolici verso i protestanti, rinfocolata dai predicatori francescani e domenicani inviati in Valtellina dall'arcivescovo Carlo Borromeo, raggiunse livelli critici. Nel 1618 la morte di Nicolò Rusca, arciprete di Sondrio, brutalmente torturato da un tribunale grigionese controllato da una fazione radicale protestante e anti-spagnola, segnò la definitiva rottura tra la comunità cattolica e quella riformata. Molti cattolici si erano convinti che i Grigioni stessero preparando il massacro di tutti i cattolici della Valle: come riferisce lo storico Francesco Quadrio riportando le parole del prete grosottino Giovanni Tuana (1589-1636, all'epoca degli eventi parroco di Sernio e Mazzo), il Consiglio Generale di Valle aveva deciso di «rompere con i Grigioni ogni società e dichiarar loro guerra [...] come a contravventori a giurati patti della stabilita Alleanza [...]. Infatti sarebbero stati i Valtellinesi Cattolici tagliati a pezzi [...] se non avessero prevenuta l'impresa».
Anche il protestante Enrico di Rohan, comandante francese durante la guerra dei Trent'anni, nelle sue Memorie sulla guerra della Valtellina riferiva come «non si può negare che i magistrati grigioni, tanto nella camera criminale di Tosanna quanto nell'amministrazione della giustizia in Valtellina, abbiano commesso delle ingiustizie capaci di gettare nella disperazione e di spingere alla ribellione contro il proprio sovrano anche i più moderati».
Per preparare l'insurrezione valtellinese, Giovanni Guicciardi, leader della fazione filo-spagnola, si adoperò per ottenere il sostegno di potenze straniere: inviato segretamente al Duca di Feria, Governatore per il Re di Spagna in Milano, ne ottenne la promessa di aiuto ed un cospicuo finanziamento di tremila doppie. Prima di rientrare in valle, Guicciardi si recò anche a Innsbruck «nel Tirolo, per ivi altresì l'assistenza dell'Arciduca Leopoldo impetrare, a cui già i Valtellinesi erano stati dal sommo Pontefice [...] raccomandati, promessa di assistenza che puntualmente ottenne». Inoltre, già due anni prima, nel 1614, Guicciardi si era recato con Giacomo Robustelli di Grosotto alla corte del Duca di Savoia e Torino per perorare la causa della Valtellina.
È alla luce di tale contesto storico che si colloca l'insurrezione dei cattolici valtellinese, che portò al "sacro macello" della notte tra il 18 e il 19 luglio 1620. In quella sola notte tutti i protestanti di Tirano, Teglio e Sondrio vennero trucidati o bruciati vivi dalle milizie cattoliche guidate da Giacomo Robustelli (solamente un piccolo gruppo di settanta persone di Sondrio riuscì a salvarsi rifugiandosi in Engadina). In totale perirono tra i 600 e i 700 protestanti, praticamente tutti valtellinesi che avevano aderito alla Riforma. Giacomo Robustelli, Giovanni Guicciardi e Azzo Besta costituirono un consiglio reggente: un governo autonomo provvisorio presieduto proprio da Robustelli; Guicciardi fu nominato luogotenente generale della Valtellina. La Valtellina rimase indipendente fino al 1639, quando con il Capitolato di Milano, per volontà delle potenze straniere, tornò sotto il dominio Grigione.
Il "sacro macello" segnò la fine dell'interventismo grigionese in campo religioso e della predicazione riformata in Valtellina; anche il ritorno nel 1639 del dominio delle Tre Leghe in Valtellina smise di essere fonte di rancore per i valtellinesi. Al contrario, parte delle élite locali spinsero per fare della valle una quarta Lega al pari con le altre tre: queste speranze non si concretizzarono mai per la freddezza al riguardo delle prime tre Leghe, e poi per l'arrivo di Napoleone Bonaparte che pose termine al dominio grigionese.
Durante il tardo Cinquecento e il primo Seicento in Valtellina si diffuse, più che in ogni altra zona dell'arco alpino italiano, la coltura del grano saraceno, che conserva tuttora un ruolo importante nella cucina locale. Secondo una leggenda, riportata dal folclore locale, la diffusione di questa pianta originaria dell'Asia minore fu favorita dalla presenza di schiave circasse o turche (poi prese in moglie) presso il comune di Grosio.

### Dalle guerre napoleoniche all'unificazione italiana

Bandiera di Valtellina e Valchiavenna

Nel 1797 Napoleone Bonaparte separò definitivamente la Valtellina dai Grigioni e la unì alla Repubblica Cisalpina. La valle seguì quindi, durante l'epoca napoleonica le vicende dell'intera Lombardia quale parte poi della Repubblica Italiana (1802-1805) e, in seguito, del Regno d'Italia guidato da Napoleone stesso e dal viceré Eugenio di Beauharnais.
Con la sconfitta di Napoleone gli Svizzeri tentarono di riprendersi la Valtellina (insieme con la Valchiavenna). Per contrastare tale operazione, i valtellinesi inviarono al Congresso di Vienna due delegati: il conte Diego Guicciardi e Gerolamo Stampa; e quando, dopo molti tentennamenti, il 27 aprile 1814 le truppe svizzere cercarono di scendere dalla val Bregaglia su Chiavenna, la valle risultò essere ormai già occupata dagli austriaci. Gli Svizzeri si ritirarono pertanto senza combattere.
Nei mesi seguenti, al Congresso di Vienna sembrò inizialmente che le pretese degli Svizzeri alla restituzione della Valtellina trovassero il consenso dei vincitori. Alla fine la valle fu lasciata tuttavia al Regno Lombardo-Veneto e, dunque, in sostanza all'Austria, la quale, probabilmente, voleva assicurarsi il controllo dei passi alpini, in primis lo Stelvio. A tale esito contribuirono gli sforzi dei due delegati valtellinesi conte Diego Guicciardi e Gerolamo Stampa, nonché le lentezze degli Svizzeri, motivate dai dubbi sullo status da accordare alla valle (cantone autonomo o parte del Canton Grigioni) e dall'ostilità dei protestanti ad ammettere nella Confederazione un ulteriore cantone cattolico.
Nel 1859 a seguito della seconda guerra d'indipendenza italiana la Valtellina fu annessa al Regno di Sardegna e, dunque, nel 1861 divenne parte del nuovo Regno d'Italia.

### Il primo Novecento
L'alta Valtellina fu marginale teatro di scontri durante la prima guerra mondiale (in particolare passo dello Stelvio e Ortles).
Documenti dell'esercito elvetico stilati tra il 1870 e il 1918 (come per esempio il rapporto del colonnello Arnold Keller) indicano piani avanzati d'invasione della Valtellina (così come della val d'Ossola) sia a livello di tattiche difensive sia offensive. Con queste manovre gli elvetici intendevano difendere i fianchi del Canton Ticino in caso di conflitto italo-svizzero. Prima e durante la Grande Guerra, fu costruita una linea difensiva italiana per impedire un eventuale sfondamento del fronte attraverso la neutrale Svizzera (Frontiera Nord).
Alla fine della seconda guerra mondiale doveva diventare l'ultima roccaforte della Repubblica Sociale Italiana: si pensava infatti di raggruppare tutte le forze repubblicane in Valtellina creando il "Ridotto Alpino Repubblicano", cosa che non avvenne, perché in precedenza nulla di concreto era stato predisposto e comunque tutto l'apparato militare e paramilitare della R.S.I. si sciolse gradualmente nei primi giorni del maggio 1945.

### L'alluvione del luglio 1987
Nell'estate del 1987 la Valtellina fu sconvolta da una serie di drammatici eventi naturali che causarono alcuni morti e numerosissimi danni all'intera valle. Il giorno 28 luglio 1987 l'abitato di Sant'Antonio Morignone, frazione del comune di Valdisotto, rimase sepolto sotto una vastissima frana staccatasi improvvisamente dal vicino Pizzo Coppetto. L'enorme quantità di rocce e detriti accumulatisi sul fondovalle a causa della frana ostruì il letto del fiume Adda. Per garantire il regolare deflusso delle acque, nei mesi seguenti la Protezione Civile fu costretta a realizzare un percorso in gallerie sotterranee come alternativa all'originale letto del fiume, mentre per assicurare un costante controllo della situazione la Regione Lombardia decise di installare una rete di osservazione, progettata e realizzata da una società di monitoraggio ambientale, costituita da 14 stazioni di monitoraggio.

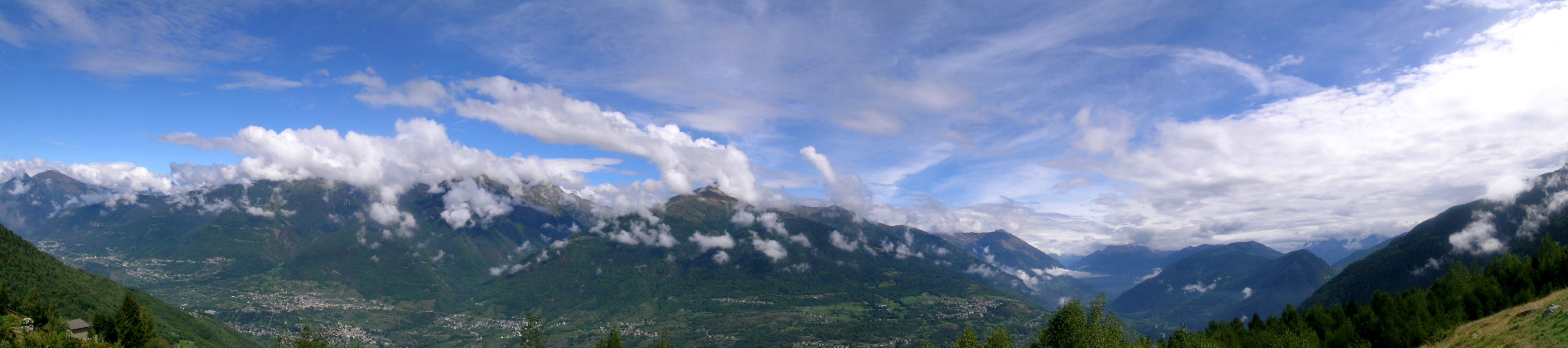
Panorama della Valtellina dall'Alpe Piazzola nel comune di Castello dell'Acqua

## Società

### Tradizioni e folclore

#### "L'è fö el giner" e "l'è fö l'ors de la tana"
Per il 31 gennaio esiste la tradizione de L'è fö el giner ("è fuori il gennaio"), un’usanza molto simile a quella celebrata il 2 febbraio nota come L'è fö l'ors de la tana ("è fuori l'orso dalla tana"). Entrambe celebravano la fine dell'inverno e l'ormai imminente arrivo della primavera. Le due usanze prevedono che si giri per il paese e si inviti la gente a uscire di casa, con un pretesto qualsiasi, per esempio facendo rotolare per le scale un pezzo di legno o una pentola; quando le persone corrono fuori per controllare che cosa sia successo, venivano accolte al grido di L'è fö el giner! o L'è fö l'ors de la tana!.

#### Intraverser l’ann
A San Silvestro nel passato si usava intraverser l’èn o intraverser l’ann (“mettere di traverso l’anno”): durante la notte i giovani costruivano barricate di portoni, porte, panche, attrezzi agricoli, tronchi, scale, slitte e carri nella piazza principale o davanti alla chiesa, per impedire all’anno vecchio di andarsene. La mattina successiva, i proprietari degli oggetti trafugati dovevano andare a recuperarli, smantellando la barricata e aprendo metaforicamente il passaggio all’anno nuovo.

#### Ilgabinat
Il 6 gennaio si celebra ancora oggi l’usanza del gabinat, soprattutto nella zona del tiranese, dell’Alta Valtellina e nella vicina Val Poschiavo. Tradizionalmente, i bambini entravano all’improvviso nelle case altrui dicendo gabinat! e ricevevano in cambio una manciata di castagne cotte, qualche dolcetto o della frutta secca, mentre gli adulti facevano a gara per precedere l’altro nell’esclamare gabinat. Chi perdeva, doveva pagare pegno; spesso, il premio in palio veniva stabilito in anticipo e il gabinat diventava così oggetto di scommesse. Pur di vincere, si adottavano svariate strategie: appostamenti, travestimenti, finte malattie... Al giorno d’oggi, i bambini si recano non solo da parenti e amici, ma anche dai negozianti della zona.
L’usanza del gabinat viene molto probabilmente dalla Baviera, dove Natale, Capodanno ed Epifania erano indicate con il nome Geb-nacht (Gaben "doni" e Nacht "notte", dunque "notte dei doni"): alla vigilia di queste festività, i giovani poveri cantavano davanti alle porte dei più abbienti per ricevere un dono.

#### Andà a ciamà l'erba
Il primo di marzo, in tutta la Valtellina e Valchiavenna, si usava andà a ciamà l'erba ("andare a chiamare l’erba"). I bambini camminavano nei prati producendo rumore con i campanacci delle mucche per chiamare l’erba e risvegliarla dal torpore invernale. Questa usanza serviva anche a propiziare un raccolto abbondante.

#### IlCarneval vecc
A Grosio il Carnevale viene celebrato, a differenza del resto della Valtellina, anche nella prima domenica di quaresima, secondo un calendario cristiano arcaico che semplicemente contava quaranta giorni dalla Pasqua e ancora non conosceva i quattro giorni di digiuno aggiunti in un secondo tempo, a retrocedere della prima domenica (fino al Mercoledì delle ceneri), per compensare le domeniche, in cui comunque non si digiunava (prassi mantenuta, per esempio, nel rito ambrosiano). Per questo motivo, questo festeggiamento viene chiamato el Carneval vecc ("Carnevale vecchio").
Nel passato, si usava ritrovarsi tutti assieme per ballare, cantare, mangiare e bere. Essendo un rito agricolo che rappresenta la morte dell'inverno e l'inizio della bella stagione, il Carnevale iniziava ufficialmente il 17 gennaio con la sfilata del bestiame adornato di nastri colorati, che veniva benedetto, e prevedeva numerosi falò di rovi e sterpaglie (i “fuochi di Carnevale”) con cui i sentieri venivano ripuliti per agevolare il passaggio dei contadini, dei loro mezzi agricoli e del loro bestiame, e il rogo del Carneval Vegg, un fantoccio di paglia con le corna in testa.
Al giorno d’oggi, le contrade del paese si sfidano a suon di carri allegorici, e alla sfilata partecipano le maschere tradizionali, otto personaggi che rappresentano tradizioni, eventi passati, e momenti di vita quotidiana: il Carneval Vegg, un uomo barbuto e gioioso vestito da montanaro, e la Magra Quaresima, una donna magra vestita in modo umile, con un fazzoletto scuro in testa e un cesto vuoto al braccio, rappresentano il passaggio dai fasti del Carnevale ai digiuni quaresimali. A loro si accompagnano il Paralitico, l'Ammaestratore dell’orso, il Toni (un pastore buffo che suona, balla e rotola per terra),  il Gobet di Spin (un montanaro la cui gobba è riempita di ricci di castagne), e la Bernarda (un uomo travestito da poppante messo in una gerla sostenuta da una finta vecchina, e accompagnato da un altro uomo vestito da contadino).
Durante il periodo di Carnevale, si mangiavano le manzòli o manzòla, delle frittelle di farina bianca e di grano saraceno impastate con fette di formaggio e tagliate a forma di animale (un manzo) per propiziare l'abbondanza dei parti del bestiame.

#### IlCarneval di Mat
A Bormio, durante il giorno del Carnevale dei Matti, il Sindaco cede il potere al Podestaa di Mat, ad Arlecchino e alla Compagnia di Mat, che danno pubblica lettura dei pettegolezzi e delle lamentele che i cittadini hanno depositato in una cassetta posta nella piazza del Kuerc. La festa prevede inoltre una sfilata per le vie del centro storico guidata dagli Arlecchini della Compagnia di Mat, con i bambini che scortano il Podestà.

#### La coscrizione

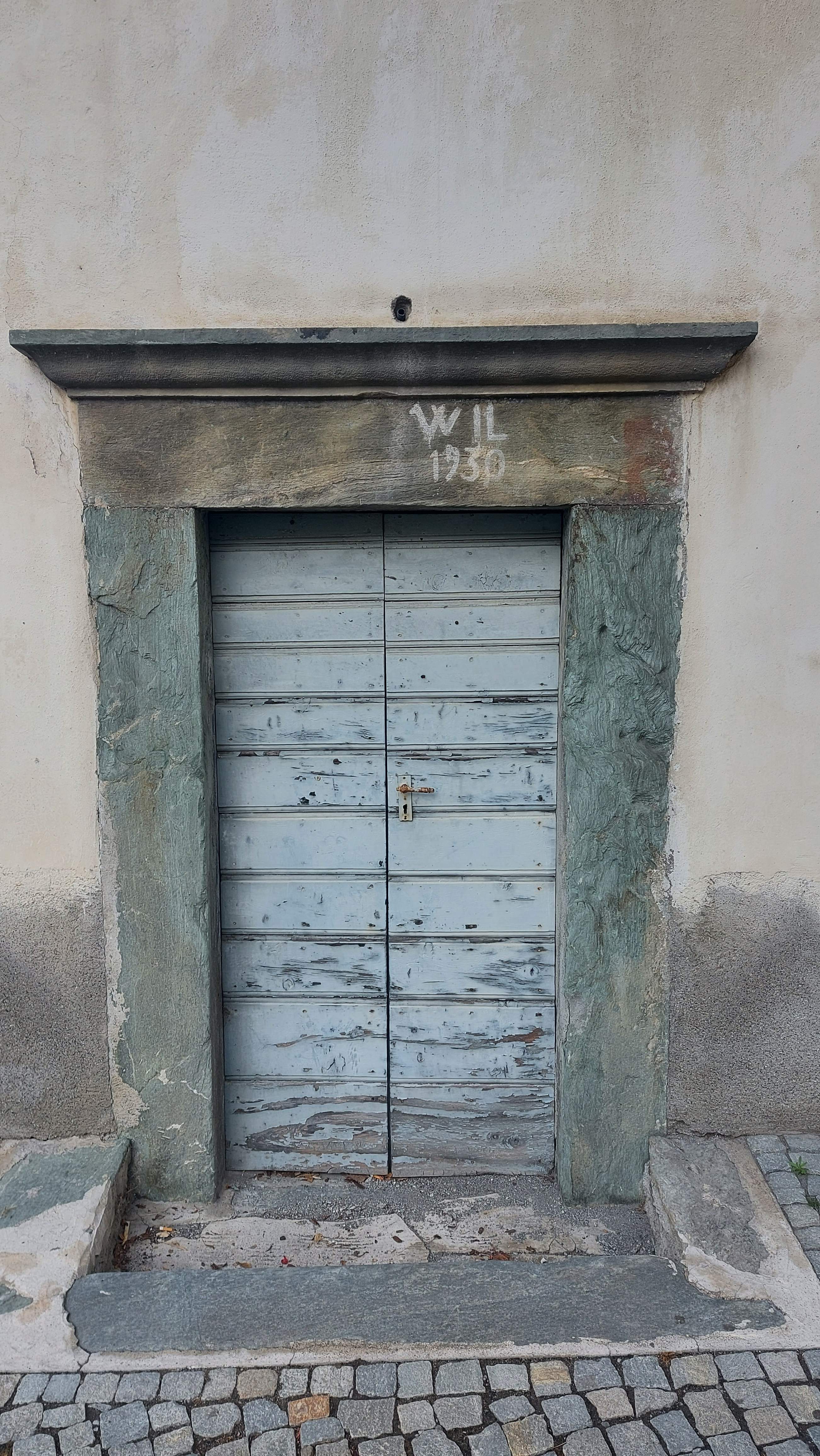
Porta a Mazzo di Valtellina decorata con la scritta "W il 1930" dai coscritti del medesimo anno.

La coscrizione era in origine una festa celebrata in occasione della chiamata alla leva: la tradizione sembra infatti sia nata nella seconda metà dell’Ottocento, quando con l’Unità d’Italia i maggiorenni erano costretti a prestare servizio militare nell’Esercito. La festa dei coscritti dei diciottenni era dunque una specie di rito di passaggio all’età adulta. Oggi è semplicemente la celebrazione per il raggiungimento della maggiore età.
La durata dei festeggiamenti variava da paese a paese: a Grosio la coscrizione poteva durare anche dieci giorni, durante i quali i ragazzi si ritrovavano nei bar, nelle osterie, o in locali appositamente adibiti allo scopo. Le coscritte avevano il compito di ricamare sulla bandiera tricolore il simbolo ed eventualmente il motto che il gruppo aveva scelto. Sui muri dei paesi era usanza scrivere “W LA CLASSE...” seguita dall’anno di nascita: al giorno d’oggi, i coscritti appendono alla via principale del paese uno striscione tricolore con la medesima dicitura e i nomi (o i soprannomi) dei membri del gruppo.
La festa dei coscritti è particolarmente sentita in Alta Valtellina: a Grosio, per una settimana, le coscritte e i coscritti si ritrovano in un locale a festeggiare e percorrono le strade del paese su una macchina dalla quale sventola il tricolore decorato con il simbolo del gruppo. La sera di San Silvestro, tra fuochi d’artificio e rumore di fischietti, campanacci, moto, e trattori, danno il “cambio della bandiera” ai coscritti di un anno più giovani, dopo averla fatta benedire in chiesa. Ogni annata sceglie felpe di colore diverso e decora il tricolore con un simbolo che rappresenta il motto o l'identità del gruppo.

#### I Pasquali

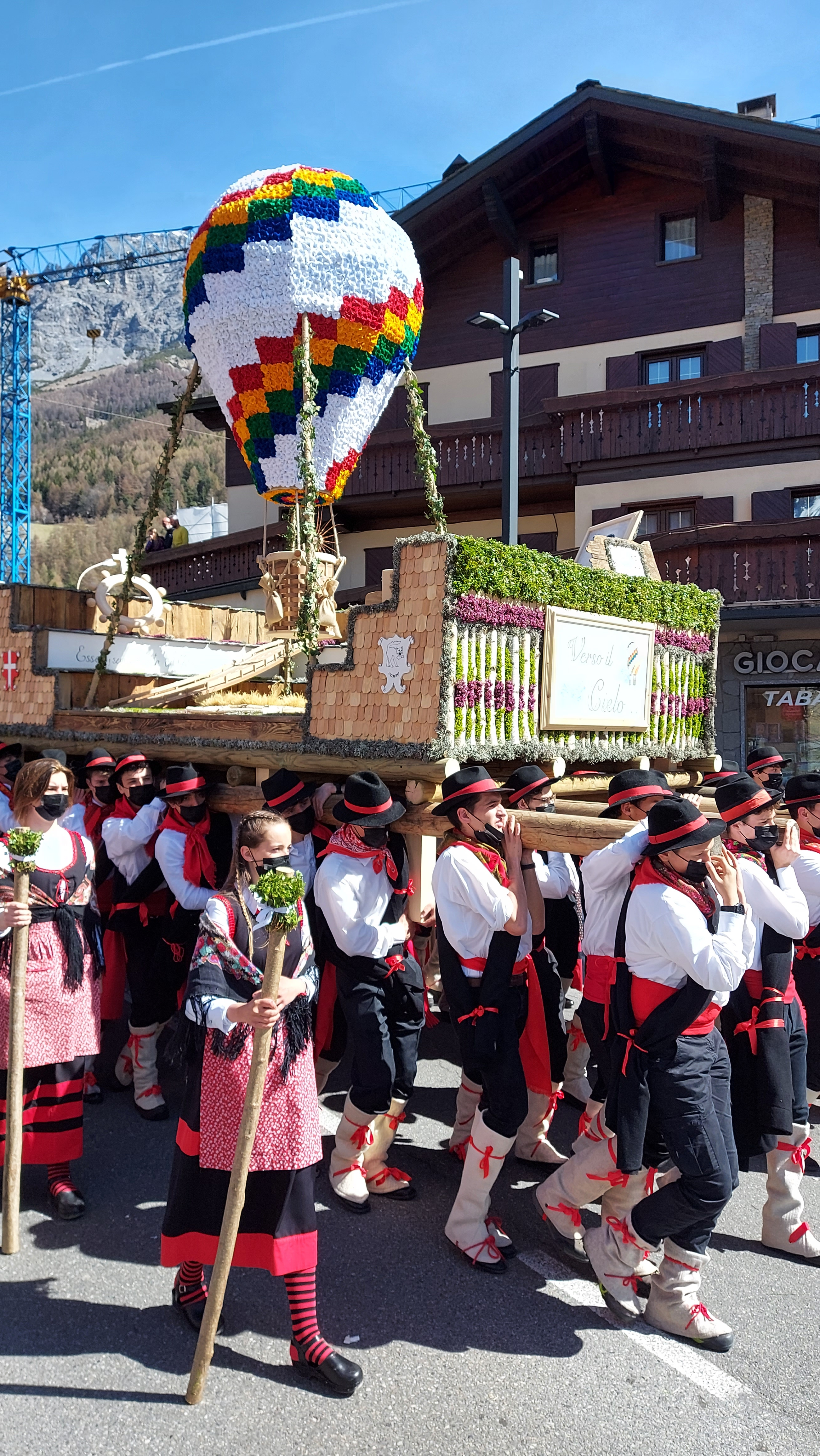
Uno dei Pasquali portati in spalla dai ragazzi di Bormio vestiti in abito tradizionale.

I Pasquali di Bormio sono dei carri allegorici a tema religioso, preparati durante l'inverno dai Pasqualisti divisi nei vari Reparti (quartieri) di Bormio (Buglio, Combo, Dossiglio, Dossorovina e Maggiore). Il giorno di Pasqua, i Pasquali vengono portati a spalla dai ragazzi, e sono accompagnati dalla banda, da gruppi folkloristici e da donne, anziani e bambini che abbelliscono la sfilata con fiori e altri piccoli lavoretti artigianali. Tutti indossano il costume tradizionale rosso, nero e bianco. Dopo aver percorso l'intera via Roma ed essere giunti alla piazza del Kuerc, l'antica campana detta Bajona dà inizio alla festa e una giuria, in base a diversi fattori (significato religioso, lavoro artigianale e artistico, aspetto culturale e di tradizione), stila una classifica dei migliori Pasquali. A fine sfilata, essi vengono esposti in Piazza del Kuerc dove staranno fino al lunedì di Pasquetta.

#### Il Palio delle Contrade
Nato nel 1963, il Palio delle Contrade vede contrapporsi gli abitanti delle cinque contrade di Bormio (i cosiddetti "Reparti"), suddivisi in base all’età, in gare di sci di discesa, sci di fondo, combinata e staffetta. La gara di fondo viene effettuata per le vie del paese, innevate allo scopo.

## Economia

### Artigianato

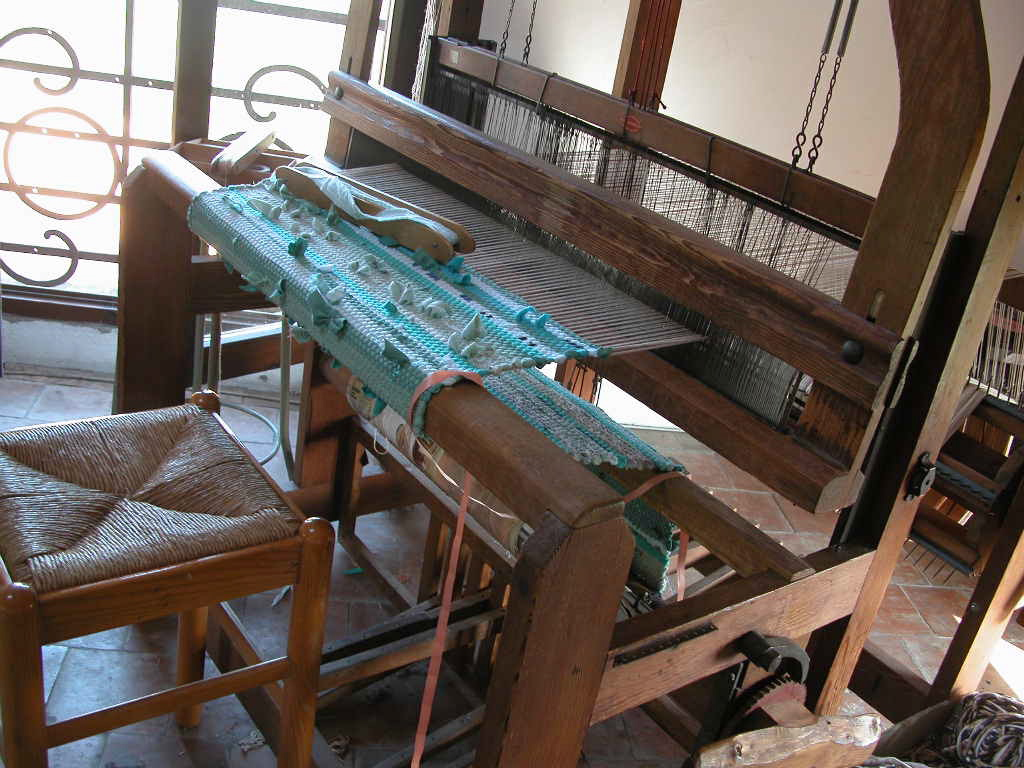
Pezzotto

Settore molto tradizionale, attualmente legato a figure del passato come lo spazzacamino e l'arrotino, che scendevano nelle città (come Milano) a trovar fortuna. Attualmente si può considerare fiorente l'attività di produzione del pezzotto, un tappeto costituito di scarti di tessuto intrecciati con filo di canapa. Estratto e lavorato fin dai primi secoli dopo l'anno mille, il serpentino scisto della Valmalenco è stato oggetto di un fiorente commercio, che continua tuttora, che lo identifica da sempre con la zona geografica della Valtellina.

### Settore agro-alimentare

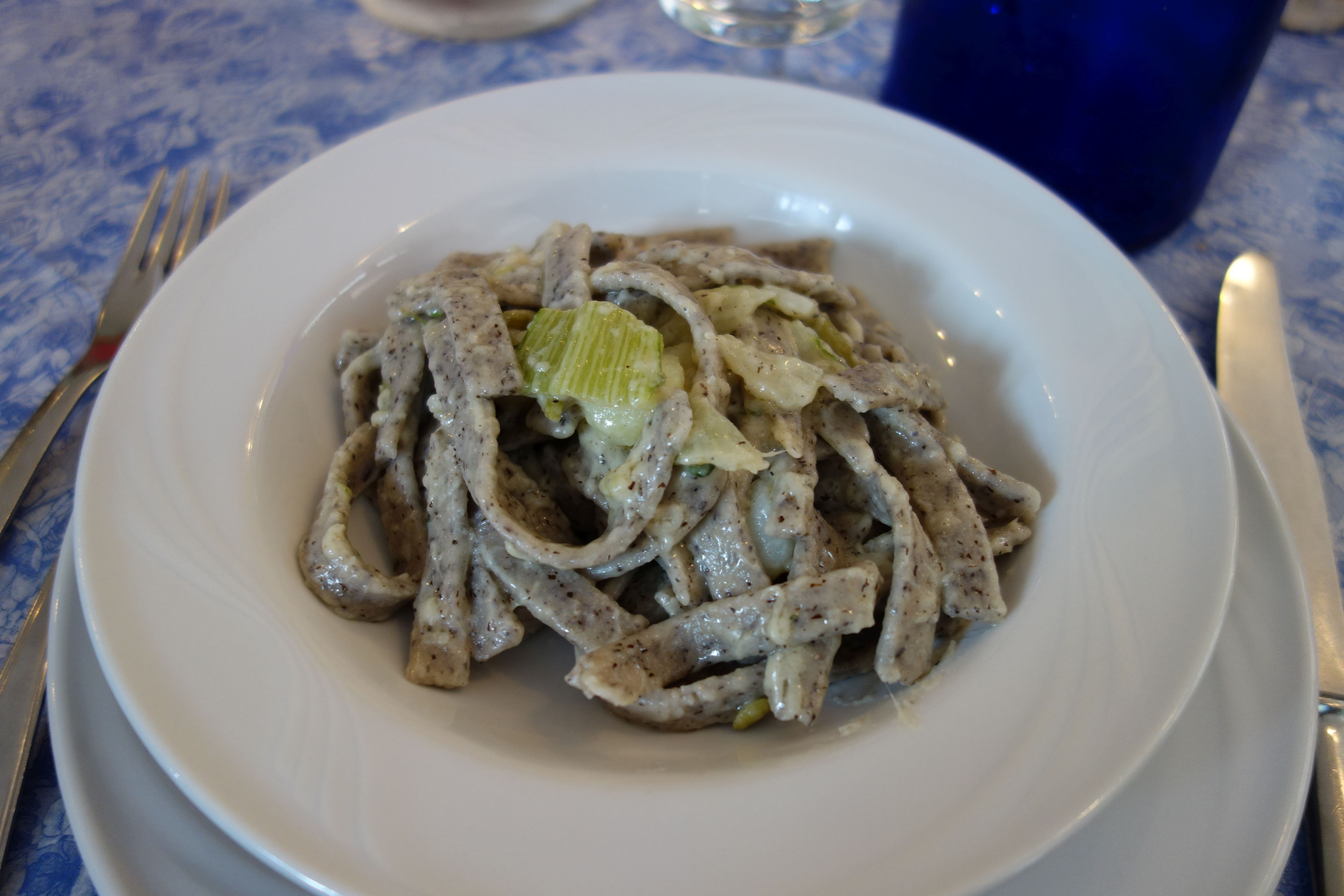
Un piatto di pizzoccheri

Il settore agro-alimentare è tradizionalmente molto forte in Valtellina, le cui ottime specialità gastronomiche sono vendute in tutta Italia e nella vicina Svizzera.
Tra i prodotti più importanti: la bresaola, i formaggi tipici (Bitto, Casera, ecc.), i Pizzoccheri della Valtellina originari di Teglio, che vanta il titolo di Patria dei Pizzoccheri; gli sciatt, le mele. I prodotti locali sono utilizzati per piatti tipici come i pizzoccheri e le manfrigole.

### Settore vinicolo
Noti sono i vini della Valtellina prodotti principalmente con le uve Nebbiolo, localmente dette chiavennasche. Il vino viene prodotto nei vigneti a terrazzo lungo le pendici media e bassa valle. La qualità dei vini rossi (sono rari i bianchi e assenti i rosati) è certificata dai marchi DOC e DOCG. Tra i più noti vanno citati: Valtellina superiore DOCG con le sue sottozone (Inferno, Grumello, Sassella, Valgella, Maroggia) e lo Sforzato di Valtellina (ottenuto con uva passita). I vini valtellinesi sono distribuiti a livello nazionale e internazionale; una percentuale importante viene esportata nella vicina Svizzera, nel solco di una tradizione secolare di scambio.

### Turismo

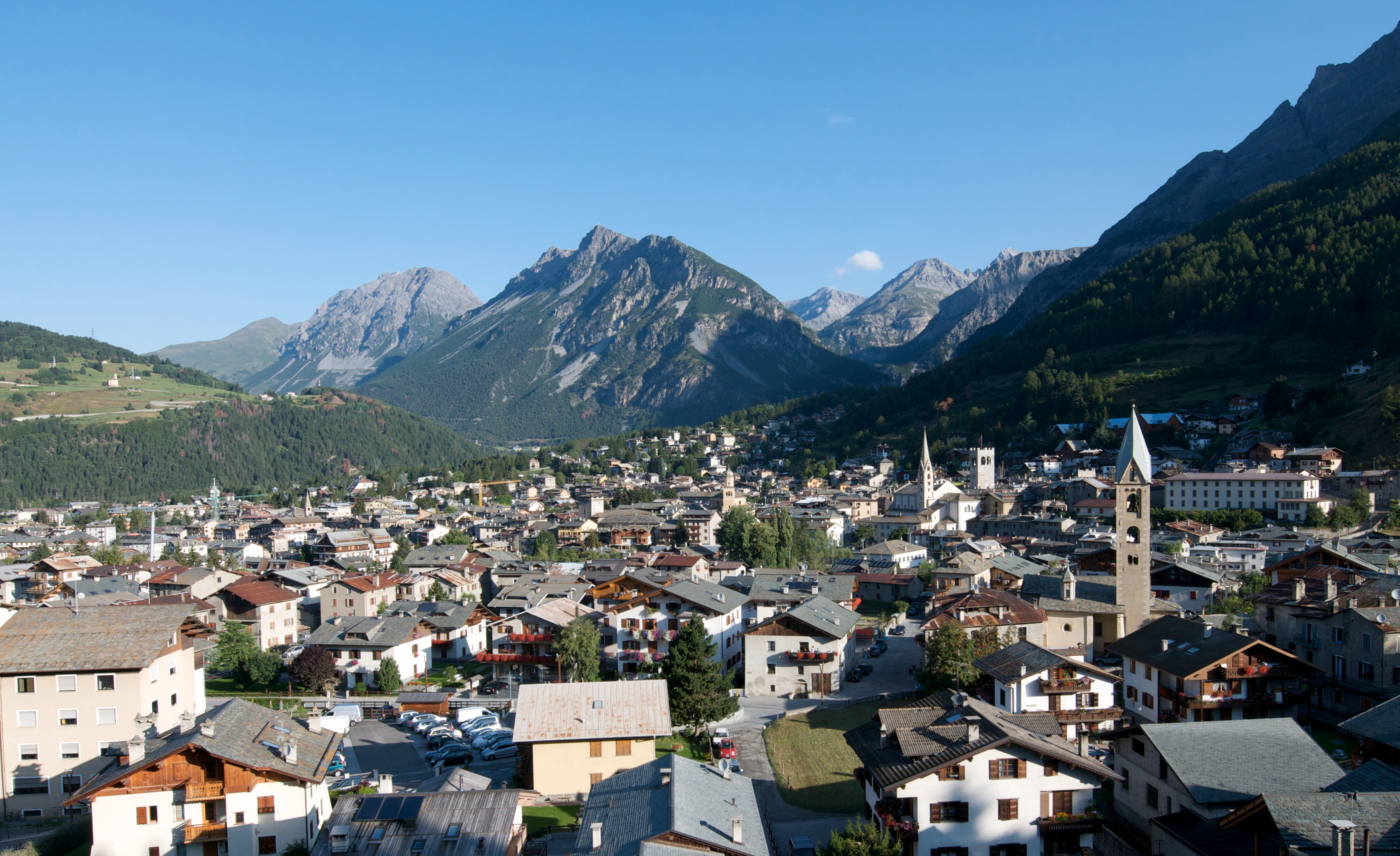
Bormio

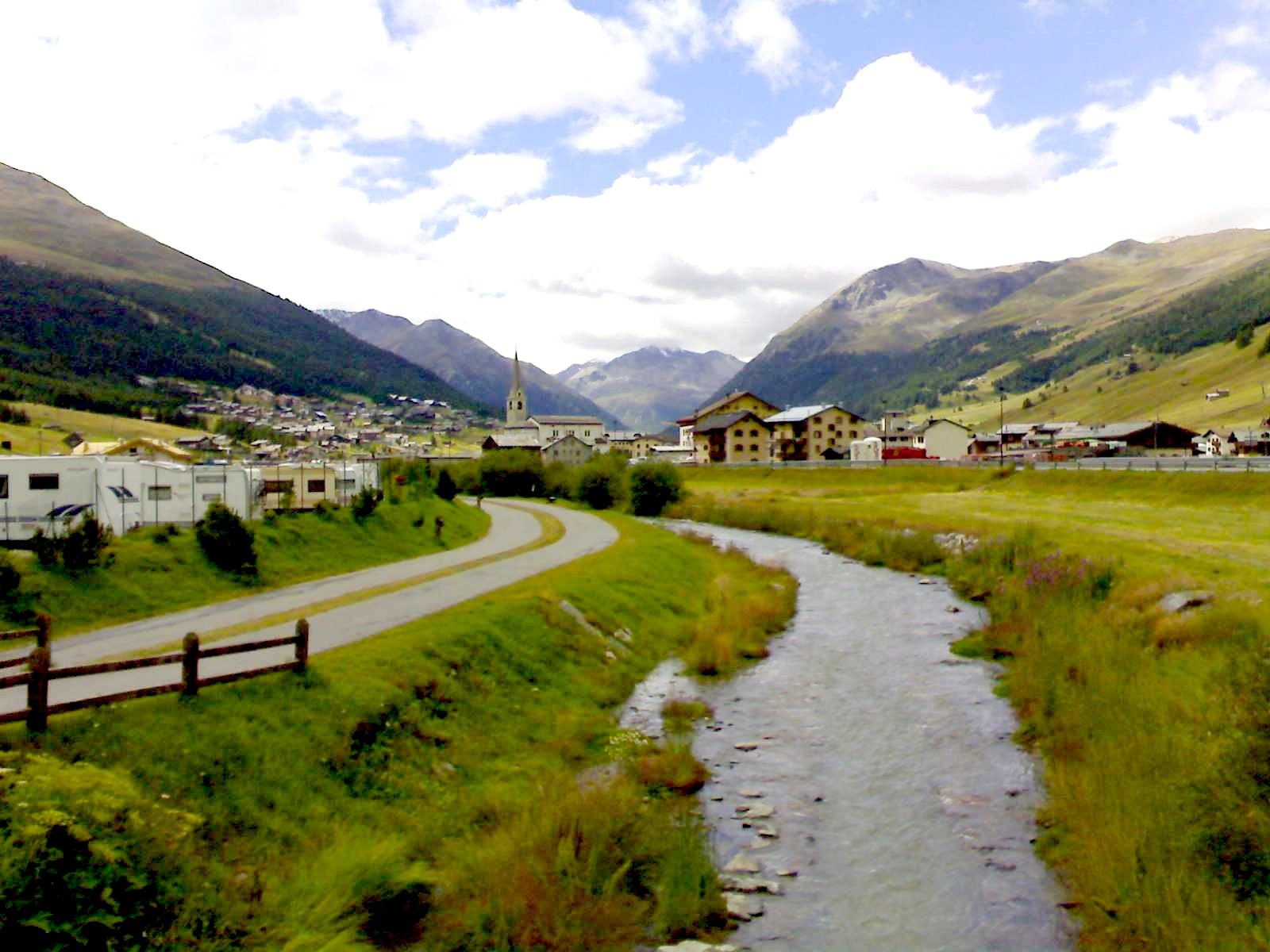
Livigno

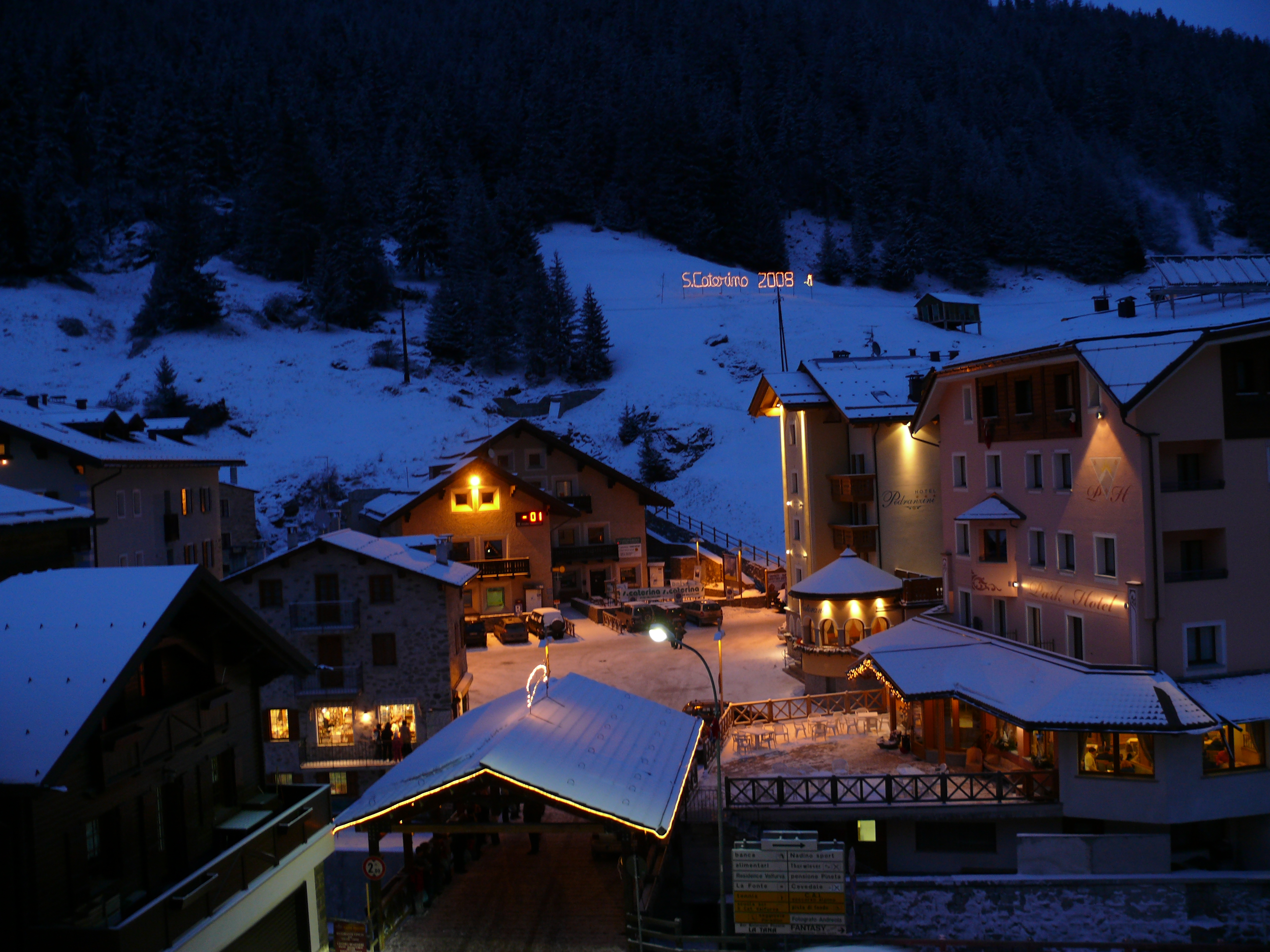
Santa Caterina Valfurva

La montagna valtellinese offre numerosissime opportunità sia per gli escursionisti sia per gli alpinisti, tradizionali e free climber. In valle si trovano numerose rinomate stazioni sciistiche come Aprica, Bormio, Santa Caterina Valfurva, Caspoggio e Chiesa in Valmalenco, Prato Valentino. 
Infine, una località turistica e stazione sciistica è Livigno che in termini strettamente geografici, si trova al di fuori della Valtellina, essendo di là dal crinale delle Alpi, ma che è parte integrante della provincia di Sondrio. Altre stazioni sciistiche di più piccole dimensioni, facilmente raggiungibili da Morbegno e Sondrio, come Pescegallo e Prato Valentino, consentono la fruizione dell'offerta in un contesto più raccolto e familiare.
In questa valle si trovano anche diverse sorgenti termali calde, una ai Bagni di Masino e una con sette sorgenti ai Bagni di Bormio. In queste località vi sono quattro stabilimenti termali, uno nella prima e tre nella seconda.
La Valtellina è servita in direzione nord dalla Ferrovia Retica con la pittoresca ferrovia del Bernina che conduce all'omonimo passo attraverso la val Poschiavo e da qui all'Alta Engadina; in direzione sud da Trenord, con una linea che congiunge Sondrio, Chiavenna e Tirano con Milano e Lecco.
La Valtellina accoglie il settore lombardo del Parco nazionale dello Stelvio (dai laghi di Cancano a tutta la Valfurva), nonché il Parco delle Orobie Valtellinesi.
La Valtellina, assieme ai territori di Monferrato, Langhe e Roero è stata ufficialmente candidata per essere inclusa nella lista del Patrimonio mondiale dell'umanità dell'UNESCO, ma a differenza dei citati territori vinicoli piemontesi alla fine non è stata inserita.
Il Parco delle Incisioni rupestri di Grosio offre una parte importante della storia Valtellinese. La Rupe Magna, la più estesa roccia alpina incisa dall’uomo ospita più di 5 000 incisioni collocate tra la fine del Neolitico (IV millennio a.C.) e l’età del ferro (V sec. a.C.).

### Prodotti tipici
- Cucina della tradizione: Polenta taragna - Polenta Cròpa - Pizzoccheri della Valtellina - Sciatt - Taroz - Bisciola - Chisciöi - Manfrigole
- Salumi e formaggi: Bresaola della Valtellina - Slinzega - Bitto - Casera - Scimudin (Piattone)
- Vini: Sforzato di Valtellina - Valtellina superiore - Valtellina superiore Sassella - Valtellina superiore Grumello - Valtellina superiore Inferno - Valtellina superiore Valgella - Valtellina superiore Maroggia - Rosso di Valtellina - Valtoline
- Amari: Braulio - Taneda

### Principali località turistiche
- Teglio
- Bormio
- Chiesa in Valmalenco

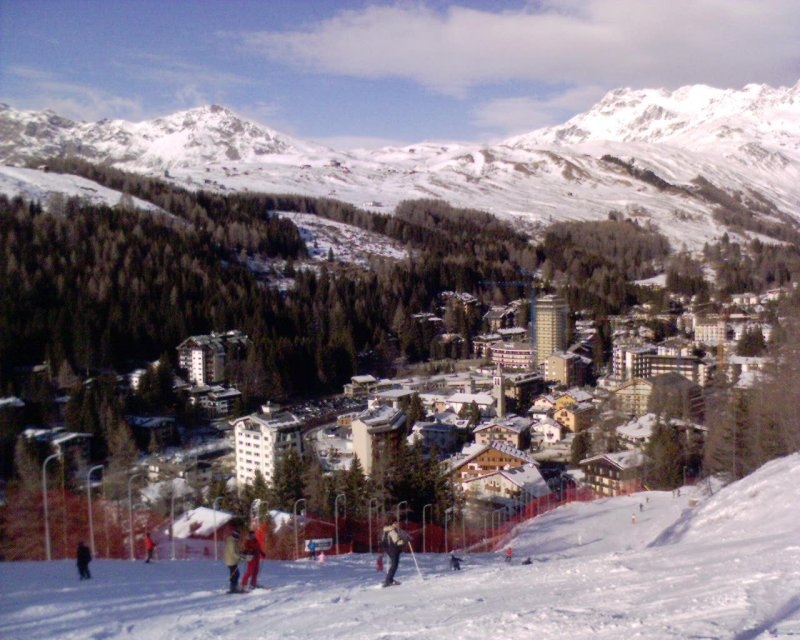
Madesimo

- Grosio - Parco delle Incisioni rupestri
- Livigno
- Madesimo
- Santa Caterina Valfurva
- Aprica
- Val Masino
- Caspoggio